# Chlorochaeta commodota
Chlorochaeta commodota är en fjärilsart som beskrevs av Louis Beethoven Prout. Chlorochaeta commodota ingår i släktet Chlorochaeta och familjen mätare. Inga underarter finns listade i Catalogue of Life.